# عرفان مکی
عرفان مکی (به انگلیسی: Irfan Makki) خواننده، نوازنده، ترانه سرا و آهنگساز مسلمان کانادایی پاکستانی تبار است.

## زندگی
عرفان مکی در پاکستان به دنیا آمد و با خانواده اش به کانادا مهاجرت به عنوان یک نوازنده، خواننده و ترانه سرا عرفان مکی در یک جامعه تنوع جشن فرهنگ بزرگ شد. مسحور آرزوی استفاده از صدای خود را در قرائت و آهنگ، عرفان شروع به سنگ تیز کردن استعداد خوانندگی طبیعی خود کرد. در طول سال‌های نوجوانی را او خود را در توسعه موسیقی سبک منحصربه‌فرد خود غوطه ور است.

## آلبوم‌ها
عرفان مکی تا به امروز دو آلبوم به نام سلام و ایمان دارم
سلام
- سال انتشار: ۲۰۰۶
- تعداد قطعات: ۹
- لیست قطعات:

1. "Everywhere You Turn"
2. "My Brother"
3. "Who Are You"
4. "Light Upon Light"
5. "As Sure"
6. "When the Leaves Begin to Fall"
7. "Waiting for the Call"
8. "Children of Islam"
9. "About SoundVision"

ایمان دارم
- سال انتشار: ۲۸ ژوئیه، ۲۰۱۱
- تعداد قطعات: ۱۳
- لیست قطعات:

1. "Waiting for the Call"
2. "Mabrook"
3. "I Believe" (همراه ماهر زین)
4. "Lab Pae Aati"
5. "Mamma"
6. "Palestine"
7. "Allahu"
8. "You & I"
9. "Khayal"
10. "Al-Amin"
11. "I'm So Sorry"
12. "I Believe" (همراه ماهر زین) (نسخه صوتی - آهنگ هدیه)
13. "Mabrook" (نسخه اردو - آهنگ هدیه)